# Communauté de communes du Pays de Pévèle
La communauté de communes du Pays de Pévèle est une ancienne communauté de communes française, située dans le département du Nord et la région Nord-Pas-de-Calais, arrondissement de Lille. Elle tire son nom du pays de la Pévèle. En janvier 2014, elle a fusionné avec 4 autres intercommunalités et la commune de Pont-à-Marcq pour devenir la Communauté de communes Pévèle Carembault.

## Composition
Elle était composée de 19 communes :
| Code INSEE | Commune            | Maire               | Population  | Superficie | Délégués |
| ---------- | ------------------ | ------------------- | ----------- | ---------- | -------- |
| 59022      | Attiches           | Luc Foutry          | 2 229 hab.  | 668 ha     | 4        |
| 59034      | Avelin             | Jean-Claude Sarazin | 2 304 hab.  | 1 376 ha   | 4        |
| 59042      | Bachy              | Philippe Delcourt   | 1 396 hab.  | 641 ha     | 4        |
| 59071      | Bersée             | Henri Caudrelier    | 2 120 hab.  | 1 093 ha   | 4        |
| 59096      | Bourghelles        | Alain Duthoit       | 1 418 hab.  | 655 ha     | 4        |
| 59124      | Camphin-en-Pévèle  | Michel Dufermont    | 1 570 hab.  | 645 ha     | 4        |
| 59129      | Cappelle-en-Pévèle | Bernard Chocraux    | 1 959 hab.  | 811 ha     | 4        |
| 59150      | Cobrieux           | jean Delattre       | 518 hab.    | 284 ha     | 4        |
| 59168      | Cysoing            | Benjamin Dumortier  | 4 427 hab.  | 1 362 ha   | 6        |
| 59197      | Ennevelin          | Alain Vallaeys      | 1 973 hab.  | 992 ha     | 4        |
| 59258      | Genech             | Yves Olivier        | 2 050 hab.  | 746 ha     | 4        |
| 59364      | Louvil             | Jean-Paul Bearez    | 835 hab.    | 250 ha     | 4        |
| 59398      | Mérignies          | Francis Melon       | 2 105 hab.  | 861 ha     | 4        |
| 59408      | Moncheaux          | Jeannette Willocq   | 1 315 hab.  | 497 ha     | 4        |
| 59411      | Mons-en-Pévèle     | Eric Momont         | 2 054 hab.  | 1 237 ha   | 4        |
| 59419      | Mouchin            | Paul Lemaire        | 1 340 hab.  | 919 ha     | 4        |
| 59586      | Templeuve          | Luc Monnet          | 5 778 hab.  | 1 584 ha   | 6        |
| 59600      | Tourmignies        | Alain Duchesne      | 756 hab.    | 203 ha     | 4        |
| 59638      | Wannehain          | Bernard Cocheteux   | 839 hab.    | 371 ha     | 4        |
| Totaux     | 19 communes        | 19 communes         | 36 663 hab. | 15 195 ha  | 80       |

## Compétences
La Communauté de communes du pays de Pévèle est un EPCI visant à organiser un espace de solidarité dans l’optique d’un projet commun de développement et d’aménagement. Elle ne peut intervenir qu'à l'intérieur de son périmètre et exclusivement dans ses domaines de compétence, qui sont définis dans ses statuts
 : 
- Aménagement de l'espace communautaire, Transports
- Développement économique  : gestion des zones d'activité
- Environnement : aménagements hydrauliques, prévention risques d'inondation, déchets
- Action sociale : animation jeunesse (ALSH, points jeunes), action seniors (portage de repas, petits travaux à domicile)
- Communication  : journal Au fil de la Pévèle, site internet de la CCPP, facebook, Cybercentres
- Culture  : enseignement musical, manifestations culturelles (Journées du Patrimoine, festival de théâtre amateur les Meuh d'Or, partenariat avec l'association des Rencontres culturelles en pevele...)
- Voirie d’intérêt communautaire
- Tourisme  : randonnées

## Historique
Elle est créée en décembre 1993. Elle réunit 19 communes au cœur de la Pévèle (au sud de la métropole lilloise) afin de mener à bien des dossiers d'intérêt intercommunal. Cette collectivité territoriale, dirigée par des élus communautaires, issus des conseils municipaux des différentes communes qui la composent, s'est au fil des années dotée de nombreuses compétences.
La CCPP possède un exécutif : 20 élus, dont le président et les 8 vice-présidents.
Elle possède également une assemblée délibérante, composée de 80 élus (titulaires et suppléants).
- 2002 Participe à la création du syndicat mixte chargé de l'élaboration du SDAU de l'arrondissement de Lille.

## Présidents
| Période | Période | Identité            | Étiquette              | Qualité |
| ------- | ------- | ------------------- | ---------------------- | ------- |
| 2008    | 2013    | Luc Monnet          | UMP puis Divers droite |         |
| 2004    | 2007    | Luc Monnet          | UMP                    |         |
| 2001    | 2004    | Daniel Devendeville |                        |         |

## Patrimoine culturel
- Tradition bien ancrée en Flandre, les Géants existent aussi dans la Pévèle. En effet, les communes d'Attiches, Bachy, Bourghelles, Cappelle-en-Pévèle, Cysoing, Louvil, Moncheaux, Mouchin et Wannehain comptent 16 Géants.

Découvrez les histoires et légendes d'Eleyne et Gauthier d'Attiches, d'Antoine de Baissy de Bachy, d'Hippolyte-Hyacinthe de Mouchin, de Gilbert de Bourghelles, d'Habert de Cappelle-en-Pévèle, Ennevelin et Templeuve, d'Hellin II et Pétronille, de Bacchus et Mouquil' de Cysoing et de Gérard et Gilette	 de Wannehain... Un autre géant, plus particulier celui-ici, - c'est un poireau géant - appartient à la commune de Moncheaux. Puis, baptisé à Cappelle-en-Pévèle en juin 2008, un géant nommé Eoline. Enfin, en 2010, la commune de Bourghelles a inauguré son propre Géant.
- La Pévèle recèle de nombreux monuments remarquables. Certains bénéficient d'un classement ou d'une protection particulière au titre des Monuments Historiques.

1. La pyramide de Fontenoy (Cysoing), classée en 1840.
2. L'église Saint-Pierre (Tourmignies), classée en 1920.
3. L'église des Quatre Bons Dieux et la Tour de l'église (Bersée), classée en 1968.
4. Le moulin de Vertain (Templeuve), classé en 1978.
5. Le Pas Roland (Mons-en-Pévèle), classé en 1984.
6. La mairie (Templeuve), classée en 2002.

- Le Paris-Roubaix : 12 des 19 communes de la CCPP sont traversées par la course du Paris-Roubaix. 13 secteurs pavés sont empruntés par les coureurs  : ils sont entretenus par la CCPP, les Amis de Paris-Roubaix et Amaury Sport Organisation.

Les secteurs pavés du territoire de la Communauté de communes du pays de Pévèle ont tous été baptisés :
1. le pavé du Bart à Cappelle-en-Pévèle,
2. le pavé du Nouveau Monde à Bersée,
3. le pavé du Blocus à Mons-en-Pévèle,
4. le pavé de la Rosée à Mérignies,
5. le pavé du Pont-Thibault à Ennevelin,
6. le pavé de l'épinette et le pavé du Moulin de Vertain à Templeuve,
7. le pavé Duclos-Lassalle et le pavé Jean-François Pescheux à Cysoing,
8. le pavé des 4 chemins à Bourghelles,
9. les pavés de la Justice, le pavé du Quénelet et le pavé de Luchin à Camphin-en-Pévèle.

C'est à Cysoing que se trouve désormais le plus petit secteur pavé du Paris-Roubaix. Inauguré le 4 avril 2005 en présence de Jean-Marie Leblanc, directeur de l'épreuve, ce pavé a été baptisé pavé Jean-François-Pescheux .
- De nombreux châteaux...

## Fusion
Le préfet Dominique Bur a confirmé le 20 janvier 2013 la fusion de la communauté de communes au 1er janvier 2014 avec 4 autres communautés de communes et la ville de Pont à Marcq, dans le cadre de la réforme territoriale . Elle a donc disparu le 1er janvier 2014 au profit de la communauté de communes Pévèle Carembault